# 大洋镇 (永泰县)
大洋镇是中华人民共和国福建省福州市永泰县下辖的一个镇。

## 历史沿革
大洋镇原名大洋乡，因辖区内有三块小平原相连而得名。民国27年为大洋乡。1958年，改为大洋人民公社。1981年，更名为樟洋公社。1984年，再次改为大洋乡。1992年，改为樟洋镇。
2004年，樟洋镇更名为大洋镇。

## 行政区划
大洋镇共辖18个行政村：
大展村、苍霞村、麟阳村、凤洋村、尤乾村、漈尾村、珠洋村、荣兴村、旗东村、霄洋村、康乐村、溪墘村、埔头村、棋杆村、下苏村、明星村、青峰村和七漈村。

## 名山室
境内棋杆村高盖山海拔1189米，位于高山满堂红有一国家级文物保护单位：名山室。始建于唐代（888年），至今仍保留宋时建筑、明清雕像石刻，是闽中有名的道教圣地，清初这里有白莲教义士在此秘密组织反清复明活动。该景点有正殿、左室、右室，均嵌在巨大的岩石底部，恰似名一山洞天，为永泰四大名胜之一。境内还有苍霞的“卢公塔”、林阳村的“麟瑞塔”、“五显宫”，建成年代久远，造型奇特，具有一定的观赏价值。